# Список 100 найкращих гітаристів усіх часів за версією журналу Rolling Stone

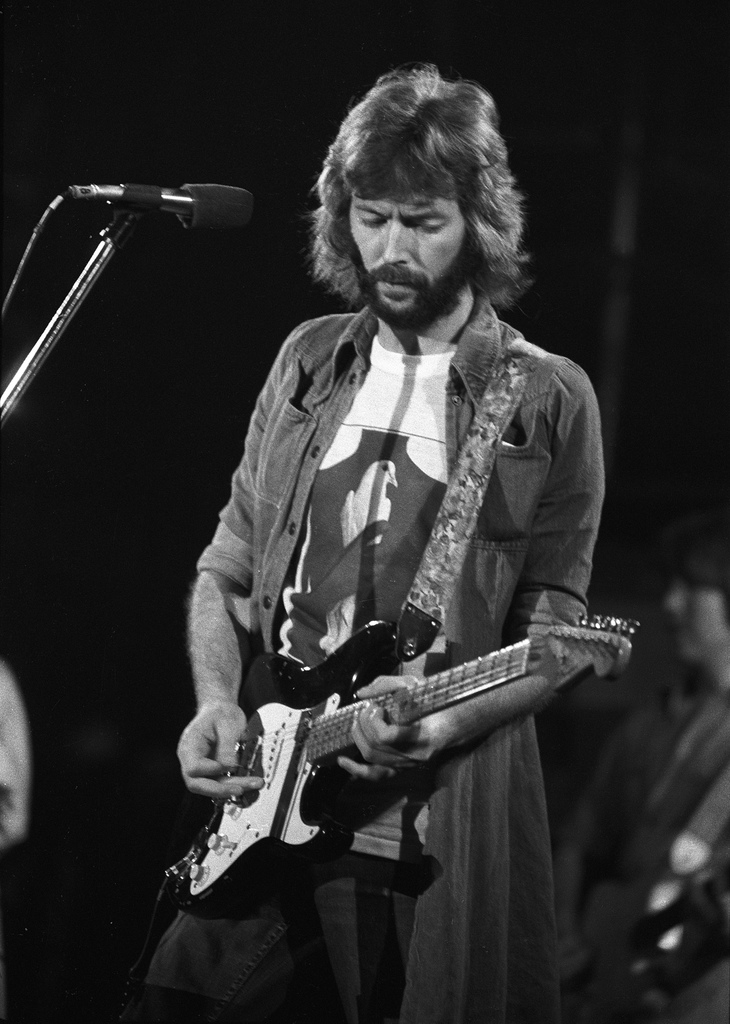
Ерік Клептон

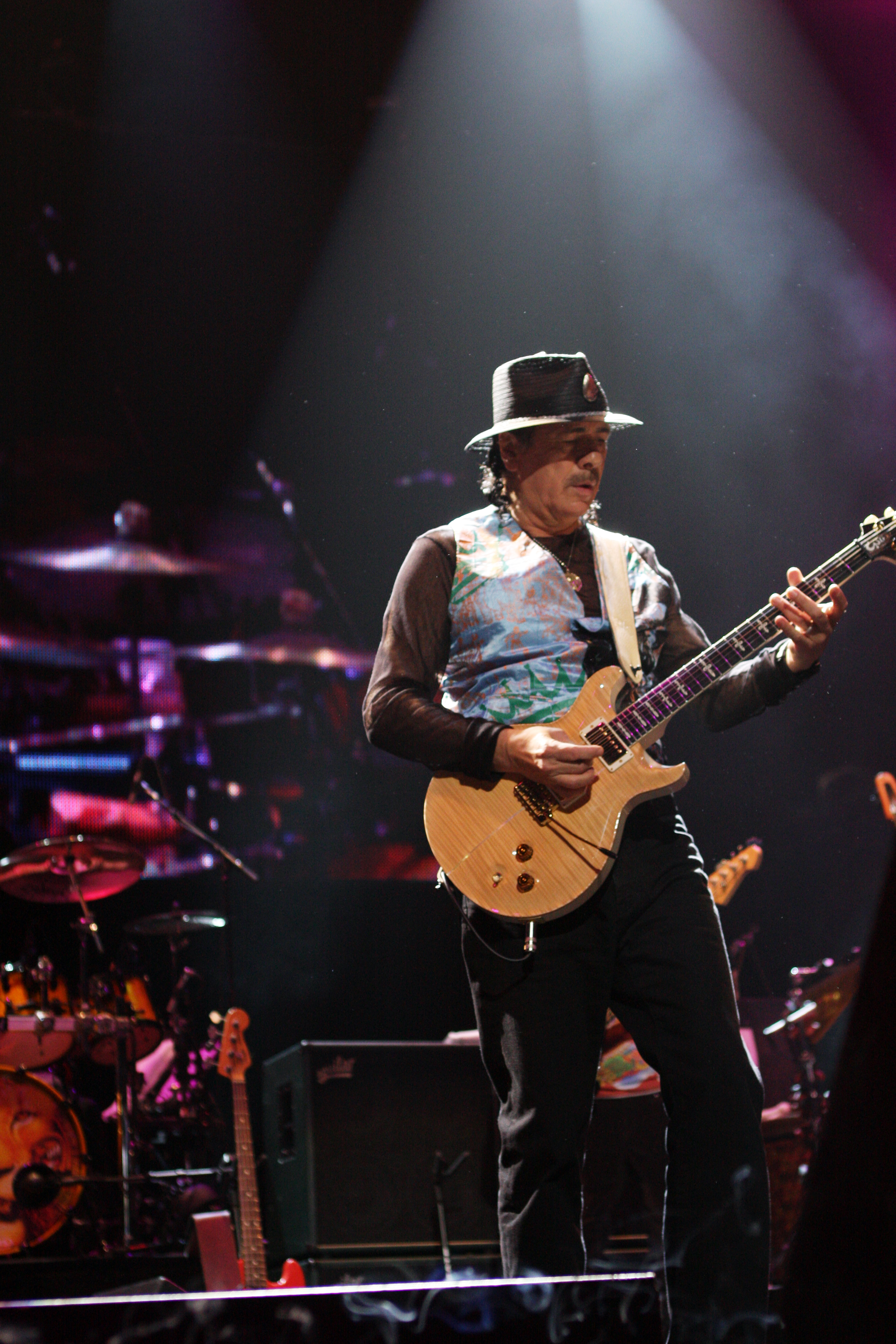
Карлос Сантана

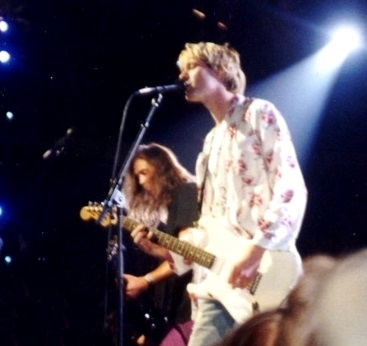
Курт Кобейн

100 найкращих гітаристів всіх часів за версією журналу Rolling Stone — список, який 2003 та 2011 року публікував журнал Rolling Stone.

### 2003
1. Джимі Гендрікс з гурту The Jimi Hendrix Experience
2. Дуейн Оллмен з гурту The Allman Brothers Band
3. Б.Б. Кінг
4. Ерік Клептон
5. Роберт Джонсон
6. Чак Беррі
7. Стіві Рей Вон
8. Рай Кудер
9. Джиммі Пейдж з групи Led Zeppelin
10. Кіт Річардс з групи The Rolling Stones
11. Кірк Геммет з групи Metallica
12. Курт Кобейн з групи Nirvana
13. Джеррі Ґарсія (англ. Jerry Garcia) з групи Grateful Dead
14. Джефф Бек
15. Карлос Сантана
16. Джонні Реймон (англ. Johnny Ramone) з групи Ramones
17. Джек Вайт (англ. Jack White) из групп The White Stripes, The Raconteurs
18. Джон Фрусчанте (англ. John Frusciante) з групи Red Hot Chili Peppers
19. Річард Томпсон
20. Джеймс Бертон (англ. James Burton)
21. Джордж Гаррісон з групи The Beatles
22. Майк Блумфілд з гуртів The Paul Butterfield Blues Band і Electric Flag
23. Воррен Гейнс (англ. Warren Haynes[en])
24. Едж (англ. Edge) з групи U2
25. Фредді Кінг
26. Том Морелло (англ. Tom Morello) Rage Against the Machine
27. Марк Нопфлер (англ. Mark Knopfler) з групи Dire Straits
28. Стівен Стіллз (англ. Stephen Stills)
29. Рон Ештон (англ. Ron Asheton) з групи The Stooges
30. Бадді Ґай
31. Дік Дейл (англ. Dick Dale)
32. Джон Чіполліна з групи Quicksilver Messenger Service
33. Лі Ранальдо (англ. Lee Ranaldo) з групи Sonic Youth
34. Терстон Мур (англ. Thurston Moore) з групи Sonic Youth
35. Джон Феї (англ. John Fahey)
36. Стів Кроппер (англ. Steve Cropper)
37. Бо Діддлі (англ. Bo Diddley)
38. Пітер Ґрін (англ. Peter Green)
39. Брайан Мей з групи Queen
40. Джон Фоґерті з групи Creedence Clearwater Revival
41. Кларенс Вайт з груп Kentucky Colonels, The Byrds
42. Роберт Фріпп з групи King Crimson
43. Едді Гейзел з групи Parliament-Funkadelic
44. Скотті Мур
45. Френк Заппа
46. Лес Пол
47. Ті-Боун Вокер
48. Джо Перрі з групи Aerosmith
49. Джон Маклафлін (англ. John McLaughlin)
50. Піт Таунсенд (англ. Pete Townshend) з групи The Who
51. Пол Кософф з групи Free
52. Лу Рід (англ. Lou Reed) з групи Velvet Underground
53. Міккі Бейкер
54. Йорма Кауконен (англ. Jorma Kaukonen) з групи Jefferson Airplane
55. Річі Блекмор з груп Deep Purple, Rainbow, Blackmore's Night
56. Том Верлен (англ. Tom Verlaine) з групи Television
57. Рой Б'юкенен
58. Дікі Беттс з групи The Allman Brothers Band
59. Джонні Ґрінвуд з групи Radiohead
60. Ед О'Браєн (англ. Ed O'Brien) з групи Radiohead
61. Айк Тернер
62. Zoot Horn Rollo
63. Денні Ґеттон
64. Мік Ронсон
65. Г'юберт Самлін
66. Вернон Рід з групи Living Colour
67. Лінк Рей
68. Джеррі Міллер
69. Стів Гау
70. Едді Ван Гален
71. Лайтнін Гопкінс
72. Джоні Мітчелл
73. Трей Анастасіо
74. Джоні Вінтер
75. Адам Джонс
76. Ali Farka Toure
77. Генрі Вестайн (англ. Henry Vestine) з групи Canned Heat
78. Роббі Робертсон
79. Кліфф Ґаллап (англ. Cliff Gallup)
80. Роберт Квайн
81. Дерек Тракс
82. Девід Гілмор з групи Pink Floyd
83. Ніл Янг
84. Рей Едвард Кокран
85. Ренді Роадс гітарист Ozzy Osbourne
86. Тоні Айоммі з групи Black Sabbath
87. Джоан Джетт (англ. Joan Jett) з груп The Runaways, Joan Jett & The Blackhearts
88. Дейв Девіс з групи The Kinks
89. Д. Бун
90. Глен Бакстон
91. Роббі Крігер з групи The Doors
92. Фред «Сонік» Сміт (англ. Fred "Sonic" Smith) з групи MC5
93. Вейн Кремер з групи MC5
94. Берт Янш
95. Кевін Шилдс з групи My Bloody Valentine
96. Ангус Янг з групи AC/DC
97. Роберт Рендольф (англ. Robert Randolph)
98. Лі Стівенс (англ. Leigh Stephens) з групи Blue Cheer
99. Грег Гінн з групи Black Flag
100. Кім Таїл з групи Soundgarden

### 2011

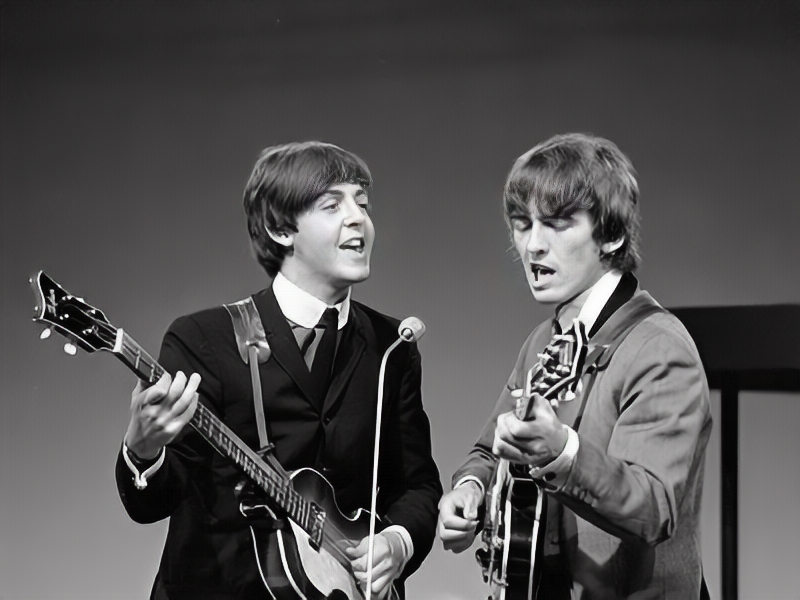
Джордж Гаррісон (справа)

1. Джимі Хендрікс з групи The Jimi Hendrix Experience
2. Ерік Клептон з груп Cream, Derek and The Dominos, The Yardbirds та ін.
3. Джиммі Пейдж з гуртів Led Zeppelin, The Yardbirds
4. Кіт Річардс з The Rolling Stones
5. Джефф Бек з гуртів The Yardbirds, The Jeff Beck Group та ін.
6. Бі Бі Кінг
7. Чак Беррі
8. Едді Ван Гален з гурту Van Halen
9. Дуейн Оллмен з гуртів The Allman Brothers Band, Derek and The Dominos
10. Піт Таунсенд з гурту The Who
11. Джордж Гаррісон з гурту The Beatles
12. Стіві Рей Вон
13. Альберт Кінг
14. Девід Гілмор з гурту Pink Floyd
15. Фредді Кінг
16. Дерек Тракс
17. Ніл Янг
18. Лес Пол
19. Джеймс Бертон
20. Карлос Сантана
21. Чет Аткінс Джимі Гендрікс
22. Френк Заппа
23. Бадді Ґай
24. Ангус Янг з гурту AC/DC
25. Тоні Айоммі з групи Black Sabbath
26. Браян Мей з гурту Queen
27. Бо ДІддлі
28. Джонні Рамон з гурту Ramones
29. Скотті Мур
30. Елмор Джеймс
31. Рі Кудер
32. Біллі Гіббонс з гурту ZZ Top
33. Прінс
34. Кертіс Мейфілд
35. Джон Лі Гукер

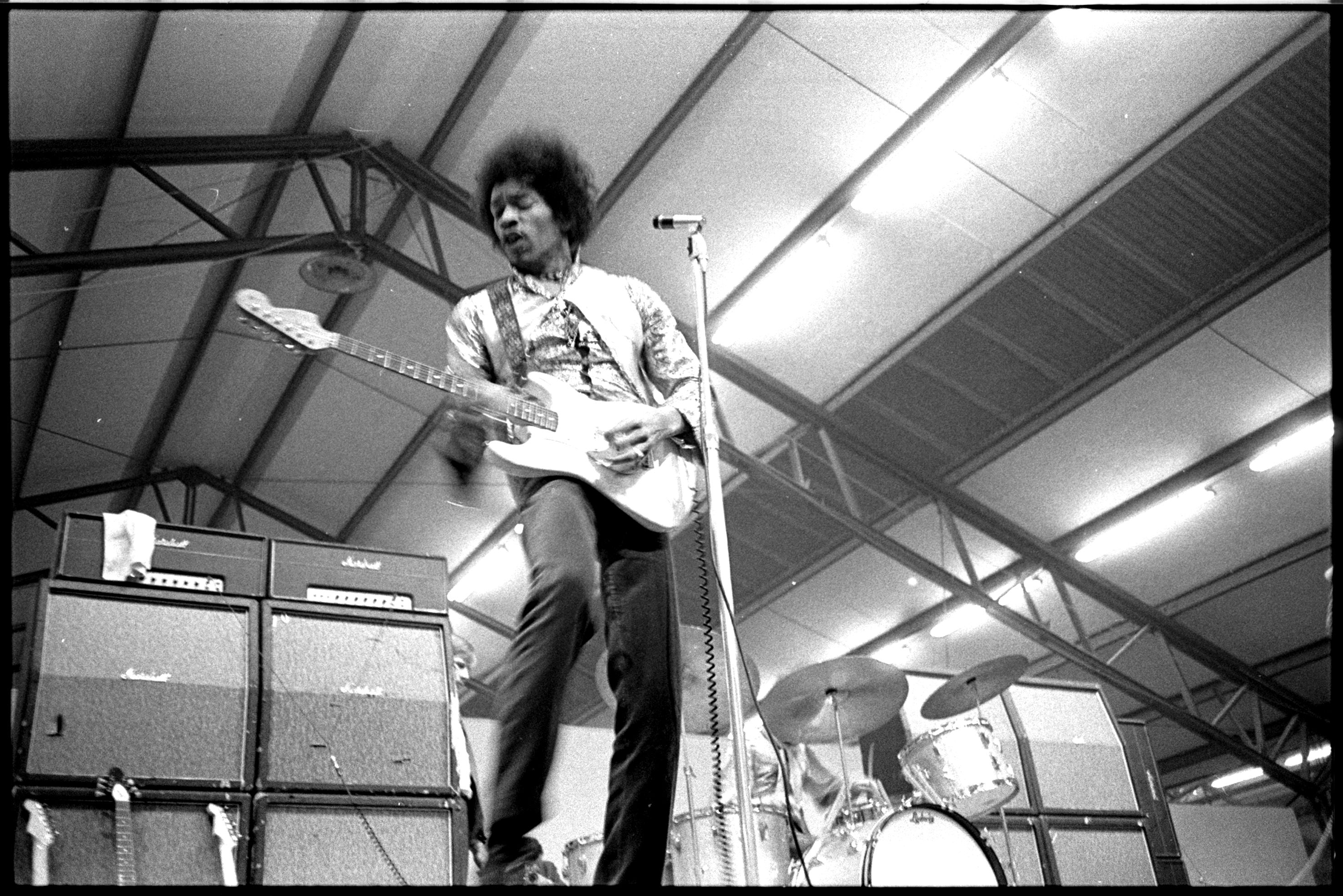
Джимі Гендрікс

36. Ренді Роадс з гуртів Quiet Riot, Ozzy Osbourne
37. Мік Тейлор
38. Едж з гурту U2
39. Стів Кроппер
40. Том Морелло
41. Мік Ронсон
42. Майкл Блумфілд
43. Г'юберт Самлін
44. Марк Нопфлер з гурту Dire Straits
45. Лінк Рей
46. Джеррі Гарсія
47. Стівен Стіллз
48. Джонні Ґрінвуд з гурту Radiohead
49. Мадді Вотерс
50. Річі Блекмор з гуртів Deep Purple, Rainbow, Blackmore's Night
51. Джонні Марр з гурту The Smiths
52. Кларенс Вайт з гурту The Byrds
53. Отіс Раш
54. Джо Волш з гурту Eagles
55. Джон Леннон з The Beatles
56. Альберт Коллінз
57. Рорі Ґаллагер
58. Пітер Ґрін з гурту Fleetwood Mac
59. Роббі Робертсон
60. Рон Ештон
61. Дікі Беттс
62. Роберт Фріпп з гурту King Crimson
63. Джонні Вінтер
64. Дуейн Едді
65. Слеш з гурту Guns 'N' Roses
66. Леслі Вест
67. Ті-Боун Вокер
68. Джон Маклафлін
69. Річард Томпсон
70. Джек Вайт з гурту White Stripes
71. Роберт Джонсон
72. Джон Фрушанте з гурту Red Hot Chili Peppers
73. Курт Кобейн
74. Дік Дейл
75. Джоні Мітчелл
76. Роббі Кріґер з гурту The Doors
77. Віллі Нельсон
78. Джон Феї
79. Майк Кемпбелл
80. Бадді Голлі
81. Лу Рід
82. Нельс Клайн
83. Едді Гейзел
84. Джо Перрі (музикант)
85. Енді Саммерс з гурту The Police
86. J Mascis
87. Джеймс Гетфілд з гурту Metallica
88. Карл Перкінс
89. Бонні Рейтт
90. Том Верлен
91. Дейв Девіс
92. Даймбег Даррелл з гурту Pantera
93. Пол Саймон з гурту Simon and Garfunkel
94. Пітер Бак з гурту R.E.M.
95. Роджер Макгвінн
96. Брюс Спрінгстін
97. Стів Джонс з гурту Sex Pistols
98. Алекс Лайфсон з гурту Rush
99. Терстон Мур
100. Ліндсі Бекінгем з гурту Fleetwood Mac